# Cornus hemsleyi
Cornus hemsleyi — вид квіткових рослин з родини деренових (Cornaceae).

## Біоморфологічна характеристика
Це невелике дерево чи кущ 2–5 метрів заввишки. Кора червоно-бура, бура або темно-сіра. Молоді гілки червоні чи зелені, пізніше червоні, злегка 4-кутні чи округлі, голі чи з м'якими притиснутими трихомами; старі гілки багряно-червоні чи насичено-коричневі, голі, з жовтувато-коричневими еліптичними сочевичками. Листки супротивні; пластинка від еліптичної до яйцювато-еліптичної або широко-яйцеподібної форми, 4.5–9.3(13) × 1.8–4.8(6.2) см, абаксіально (низ) запушена щільними чи рідкісними притиснутими короткими білими трихомами, пазухи жилок іноді з сіруватими і /або світло-коричневими довгими трихомами, верхівка загострена чи коротко загострена. Суцвіття 5–9 см завширшки, запушені світло-коричневими короткими трихомами чи майже голі після цвітіння. Квітки білі або жовтуваті, 6–7(8.5) мм в діаметрі. Пелюстки від яйцеподібних до видовжено-ланцетних, 2.5–5 × 1.1–1.6 мм. Тичинки довші або рідко дорівнюють пелюсткам; пиляки сірувато-блакитні або сірувато-білі або жовтуваті, яйцювато-довгасті. Плід пурпурно-червоний чи чорний, кулястий, 4–5 мм у діаметрі. Цвітіння: червень і липень; плодіння: серпень і вересень.

## Поширення
Росте в Азії: Китай, Тибет. Населяє змішані ліси, зарості, береги річок; 1000–4000 метрів.

## Використання
Олія з насіння використовується для виготовлення мила. Листки й кора використовуються як джерело промислового дубильного речовини.

## Галерея

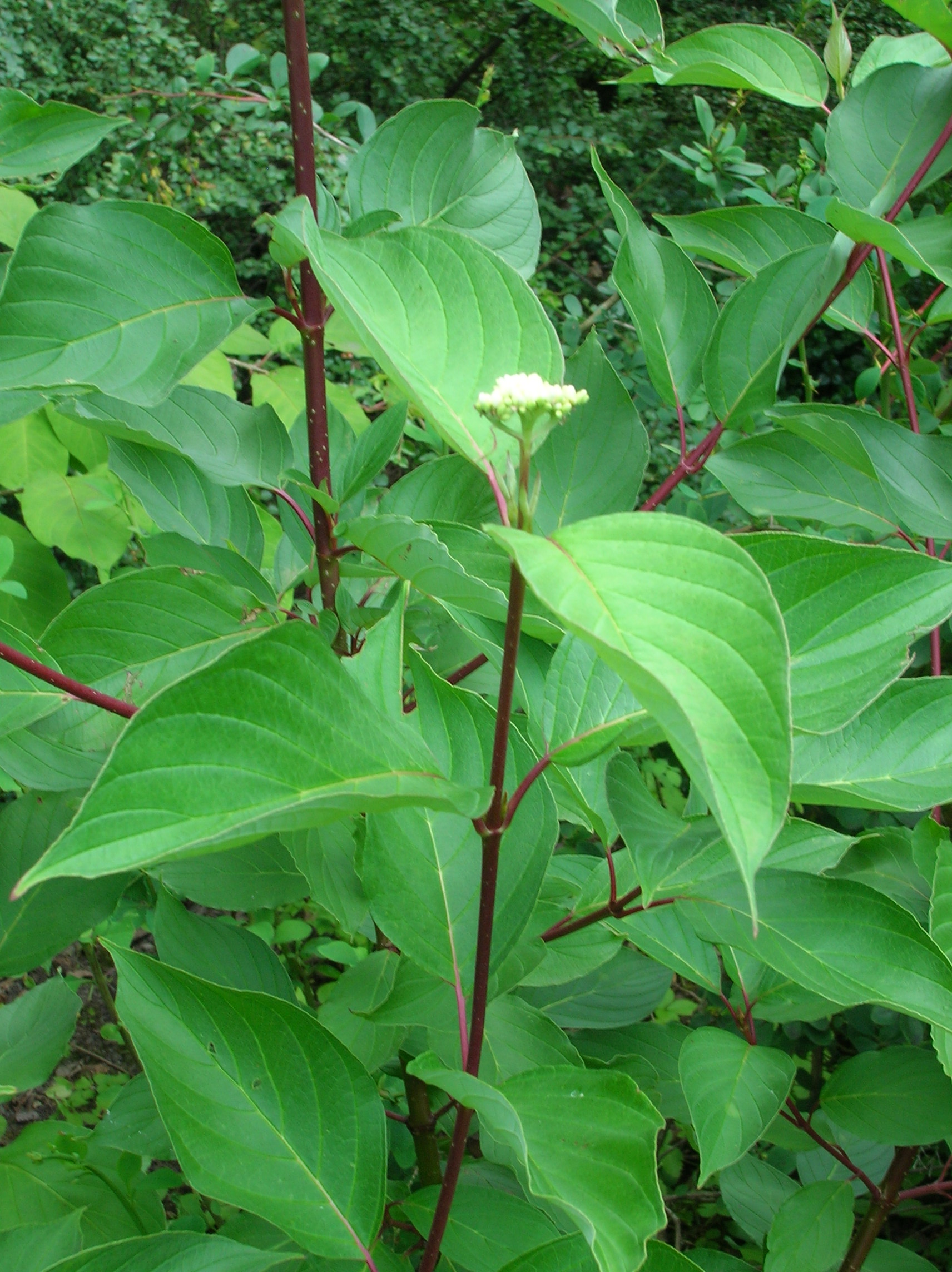
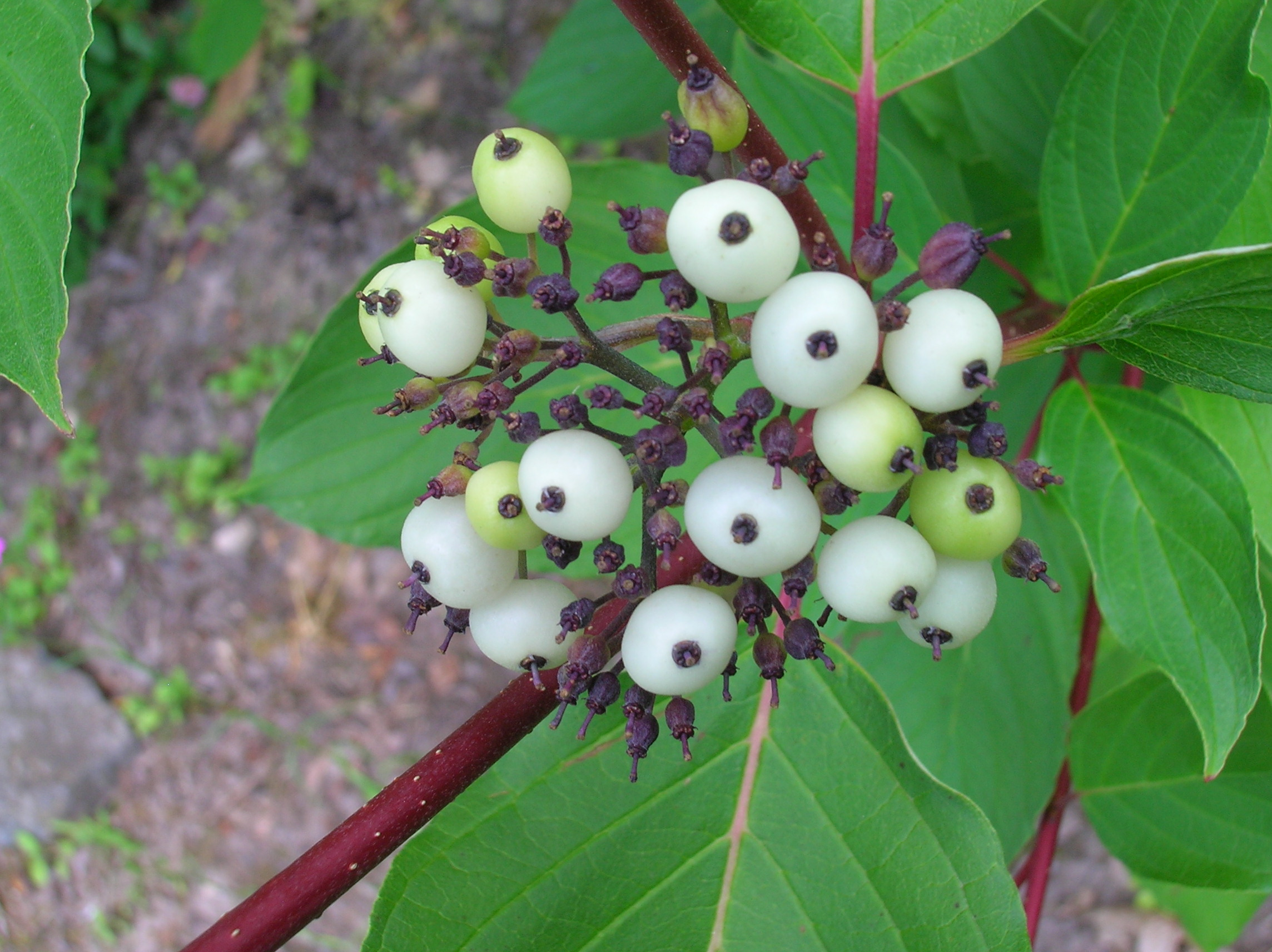